# Обыкновенный скворец
Обыкнове́нный скворе́ц (лат. Sturnus vulgaris) — певчая птица семейства скворцовых, широко распространённая на значительной территории Евразии, а также успешно интродуцированная в Южную Африку, Северную Америку, Австралию и Новую Зеландию. На юге и западе Европы ведёт оседлый образ жизни, а в северной и восточной её части является перелётной, в зимние месяцы мигрируя на юг. Внешне (размерами, жёлтым клювом и темным оперением) слегка напоминает чёрных дроздов, но в отличие от них ходит по земле, а не прыгает.

## Описание
Небольшая птица длиной 20—25 см, размахом крыльев около 34—42 см и массой 60—90 г. Тело массивное, с короткой шеей. Клюв довольно длинный, острый и слегка изогнут вниз; в сезон размножения жёлтый, в остальное время тёмно-бурый (основание подклювья всегда голубое). В отличие от более крупного чёрного дрозда клюв приплюснут с боков и не такой мощный. Радужная оболочка глаз каряя, или тёмно-бурая. Крылья относительно короткие, широкие в основании и зауженные на конце. Скворец часто потряхивает ими при пении. Оперение темени, задней части шеи, грудки и спины у самок и самцов взрослых птиц не отличается друг от друга: чёрные перья с металлическим блеском, который может иметь фиолетовый, зеленоватый, синеватый или бронзовый оттенок (вариация оттенков металлического отлива является одним из определяющих признаков в подвидовой систематике). В зимнее время, когда кончики перьев истачиваются, на теле появляются многочисленные белые либо кремовые крапинки, более крупные на грудке и внешней части крыльев и мелкие на голове. После весенней линьки оперение становится монотонно-бурым. Хвост короткий — длиной 5,9—6,8 см, с почти прямым обрезом. Ноги красновато-коричневые. Самцы и самки несколько отличаются друг от друга: у самцов перья на грудке удлинённые, тогда как у самки короткие и изящные; в основании клюва самцов имеется синеватое пятно, тогда как у самок в этом месте красноватые крапинки. У молодых птиц глянец на теле не столь ярко выражен, а концы их крыльев закруглены, а не острые, как у взрослых птиц. Клюв у подросших птенцов круглогодично от буровато-чёрного до чёрного, с более светлым основанием подклювья.

## Распространение

### Ареал
По оценкам организации BirdLife International, в настоящее время общая площадь распространения птицы составляет около 38,4 млн км². Первичный ареал скворца охватывает обширную часть Евразии и северо-западную Африку. В Европе встречается почти повсеместно, за исключением заполярных районов: северного побережья Норвегии, Кольского полуострова, в Предуралье севернее от Архангельска и Мезени. В Сибири гнездится к северу до кустарниковой тундры, время от времени проникая и в неё: в долине Оби до Нарыма, в долине Енисея до Енисейска, в долине Лены до 61-й параллели; к востоку до Байкала. Орнитолог Вадим Рябицев отмечает, что северная граница области распространения подвержена сильным колебаниям: в северную тайгу и лесотундру скворец проникает лишь эпизодически. Южная граница ареала проходит через северо-восточную Африку (Марокко, Египет), Переднюю и Центральную Азию (Турция, Иран, Ирак, Афганистан, Пакистан, западная и северная Индия, Казахстан, северо-западный Китай). Местные специалисты сообщают о единичных залётах в южные районы Индийского субконтинента и даже на Мальдивские острова.
Был сознательно интродуцирован человеком в Юго-Западную Африку, Австралию, Новую Зеландию и Северную Америку. Начиная с 1862 года было предпринято несколько попыток образовать колонию скворцов на территории Австралии и Новой Зеландии, главным образом с целью борьбы с сельскохозяйственными вредителями. В XX веке птица чрезвычайно благополучно обосновалась в обоих государствах, приобретя статус инвазивного, нежелательного для местной экосистемы, вида. В Австралии скворец наиболее многочислен в восточной части континента, а также на Тасмании.
Во второй половине XIX века скворца несколько раз пытались распространить на территории США: например, в 1873 году в Цинциннати и в 1889 (по другим данным, 1891) году в орегонском Портленде. Широкую известность получила история поселения птицы в нью-йоркском Центральном парке — глава «Сообщества американской акклиматизации» и по совместительству орнитолог-любитель Юджин Шеффелин (Eugene Schieffelin) убедил городские власти, что присутствие в местной зоне отдыха птиц, упомянутых в произведениях Уильяма Шекспира, облагородит американское общество. В 1890 году Шеффелин выпустил на волю 80 особей, а год спустя ещё 40. Орнитолог рассчитывал, что птицы будут жить исключительно в парке, однако они быстро распространились на большей части континента, вытесняя исконные, менее агрессивные, виды. В настоящее время популяция скворца в Северной Америке оценивается в 200 млн особей, он распространён на огромной территории от южной Канады до северной Мексики и Флориды.
В 1897 году южно-африканский политик Сесил Родс в окрестностях Кейптауна выпустил несколько пар птиц, привезённых им из Англии. К середине следующего столетия эти особи образовали многочисленную популяцию в Капской области, распространившись к северу до Клануильяма, к востоку до Порт-Элизабета и к северо-востоку до Йоханнесбурга. Помимо Южно-Африканской республики, скворцы проникли в Намибию (Ораньемунд) и Лесото. В XX веке вид был обнаружен в Южной Америке: в
1949 году в Венесуэле в окрестностях озера Маракайбо и в 1987 году в Аргентине в Буэнос-Айресе. Если в первом случае скворцы быстро исчезли, то во втором сумели образовать небольшую локальную популяцию, ассоциированную с культурными посадками дерева Tipuana tipu. 

### Места обитания
В выборе биотопов достаточно толерантен, при этом, как правило, не встречается высоко в горах, и держится вблизи от водоёмов. Для кормёжки отдаёт предпочтение открытым травянистым пространствам, в том числе модифицированным в результате человеческой деятельности. Хорошо уживается на окраинах населённых пунктов и в сельской местности вблизи от ферм и пастбищ, на территории городов держится возле парков, лесопарков и аллей с большим количеством деревьев. Живёт на морских побережьях, болотах, маршах, солончаках, иногда в пустошах, редколесье или степи. Обычен на сельскохозяйственных угодьях различного назначения, пастбищах, полях для гольфа и других спортивных игр. В период размножения нуждается в замкнутых пространствах для устройства гнезда (например, древесных дупел, расщелин, ниш зданий или других искусственных сооружений и т. п.) в непосредственной близости от открытых ландшафтов. Сплошных лесных массивов, равно как и голой степи, избегает. На Кавказе встречается до 1850 м, в Швейцарии до 1500 м, в Гималаях до 2500 м над уровнем моря.

### Численность и тренды
По оценкам организации BirdLife International, общая численность обыкновенного скворца в мире достигает 150 млн особей (данные 2017 года). В странах Евросоюза и Соединённого Королевства, где сосредоточено около 55 % глобальной популяции, с 1980 по 2015 годы отмечалось умеренное снижение численности, вызванное, в том числе, изменением методов ведения сельского хозяйства. В ряде стран — Дании, Великобритании, Нидерландах и Швеции — падение популяции оказалось напрямую связано с сокращением активно используемых пастбищных угодий, которые являются наиболее благоприятными кормовыми стациями птиц в период их размножения. Аналогичная ситуация сложилась и в Северной Америке, где местная популяция скворцов сократилась более чем вдвое в период с 1966 по 2015 год. В Южной Африке, где скворец обосновался в конце XIX века, его численность в период с 2007 по 2017 год снизилась незначительно при одновременном расширении ареала. Несмотря на депопуляцию на части ареала, Всемирный союз охраны природы не рассматривает обыкновенного скворца как сколько-нибудь уязвимый вид, аргументируя своё решение обширной областью его распространения и отсутствием угрожающих трендов.

## Образ жизни

### Вокализация

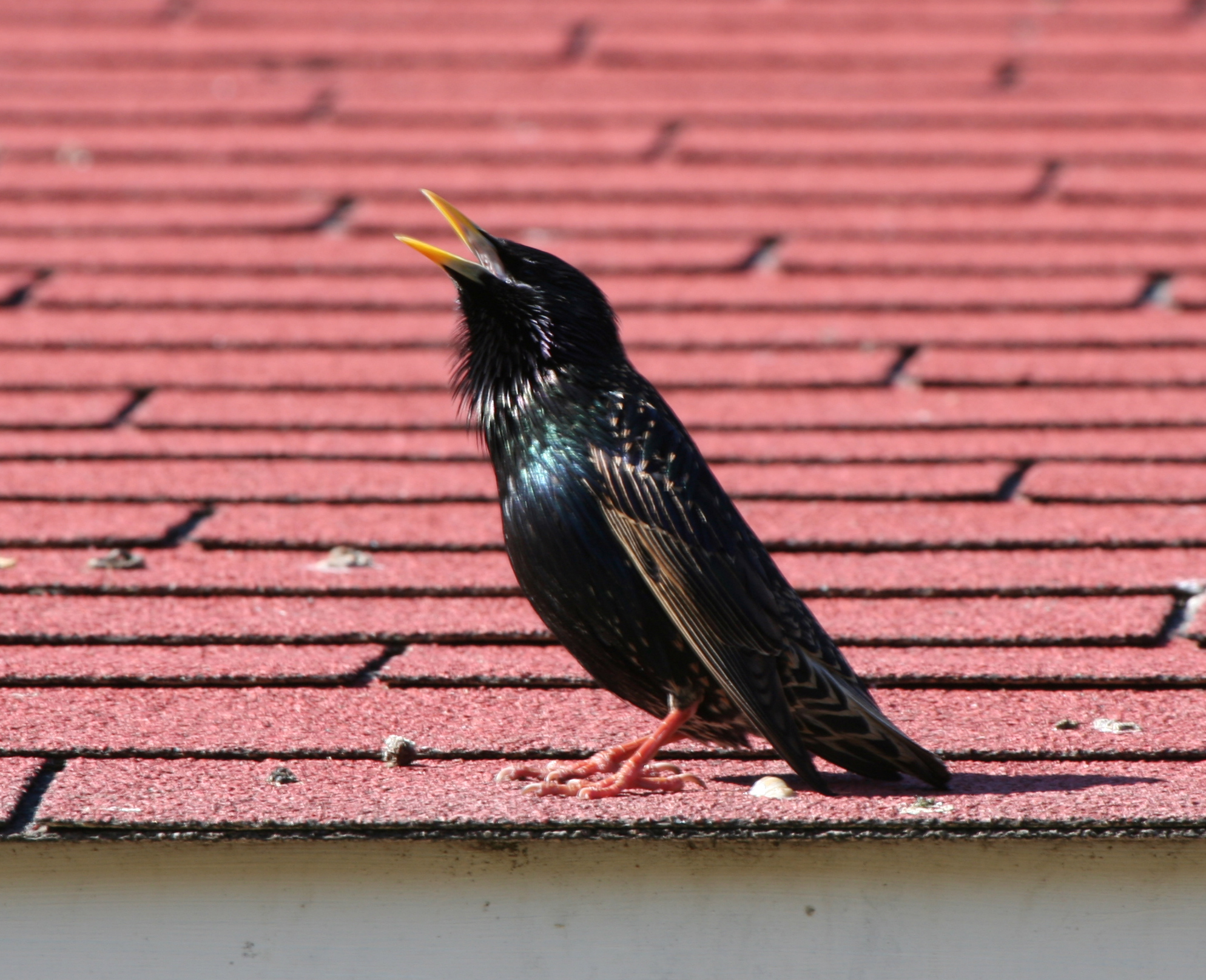
Поющий скворец

Обладает широким диапазоном звуков, состоящих большей частью из различных вариаций свиста и щебечущих, пощёлкивающих трелей, а также скрипов, мяуканья, разнообразных немелодичных шумов и дребезжания. Практически все специалисты называют скворца превосходным птичьим «пересмешником», при этом его способности к подражанию пропорциональны степени социального взаимодействия и наиболее отчётливо представлены в крупных колониях.
Скворец легко приспосабливается к пению других видов птиц, производя издаваемые ими звуки в произвольном порядке. Советские орнитологи Алексей Мальчевский и Юрий Пукинский, изучавшие скворца в Ленинграде и Ленинградской области, насчитали 23 вида, голоса которых он успешно имитировал; наиболее часто среди них оказывались белобровик, чечевица, иволга и большой пёстрый дятел. Георгий Дементьев и Николай Гладков в «Птицах Советского Союза» (1953) перечисляют другие виды, которым великолепно подражал скворец: соловей, кукушка, серая неясыть, краснохвостый сарыч, коршун, большой кроншнеп, черныш, чернозобик, серая цапля. Аналогичное свойство обыкновенного скворца отмечают и за пределами первичного ареала, при этом в каждом случае речь идёт о подражании птицам, с которыми каждая отдельная особь непосредственно пересекается. Скворец способен имитировать не только пение птиц, но также кваканье лягушек, лай собак, щёлканье кнута. В одном из своих рассказов писатель-натуралист Максим Зверев описал скворца под своим окном, достоверно изображавшем процесс печати на печатной машинке. Известны случаи, когда скворец великолепно воспроизводил человеческую речь, включая законченные фразы.
Структура и организация пения самца сложна и строго индивидуальна. Птица несколько раз повторяет один и тот же мотив, после чего без паузы переходит к следующему мотиву, иногда радикально отличающемуся от предыдущего. Каждый фрагмент песни состоит из звуков разной высоты, иногда звучащих одновременно. Повторное исполнение одного и того же фрагмента может несколько отличаться. Самцы поют круглый год, затихая лишь на период линьки. Самка также поёт, однако с меньшей интенсивностью и с не таким богатым репертуаром, как у самца. Если самец немногословен в конце лета, когда потомство уже выведено, то самка обычно молчалива, сидя на гнезде. В предбрачный период самец поёт почти беспрерывно, сидя возле потенциального гнезда, время от времени потряхивает распущенные крылья и взъерошивает перья на горле. Репродуктивный успех самца находится в прямой зависимости от его вокальных данных (которые совершенствуются с возрастом): чем длиннее и разнообразнее песня, тем раньше на его призыв откликается самка.
Помимо песни, выделяют ряд звуковых сигналов, используемых в той или иной ситуации. Возбуждённая птица произносит мягкое журчащее «чррррр». Позывка — схожее по структуре, но более короткое «чрр». Адриан Крейг и Крис Фир перечисляют и другие характерные сигналы: предупреждения об опасности при обнаружении или приближении хищника, при общении на лету или в стычке с соперником.

### Миграция

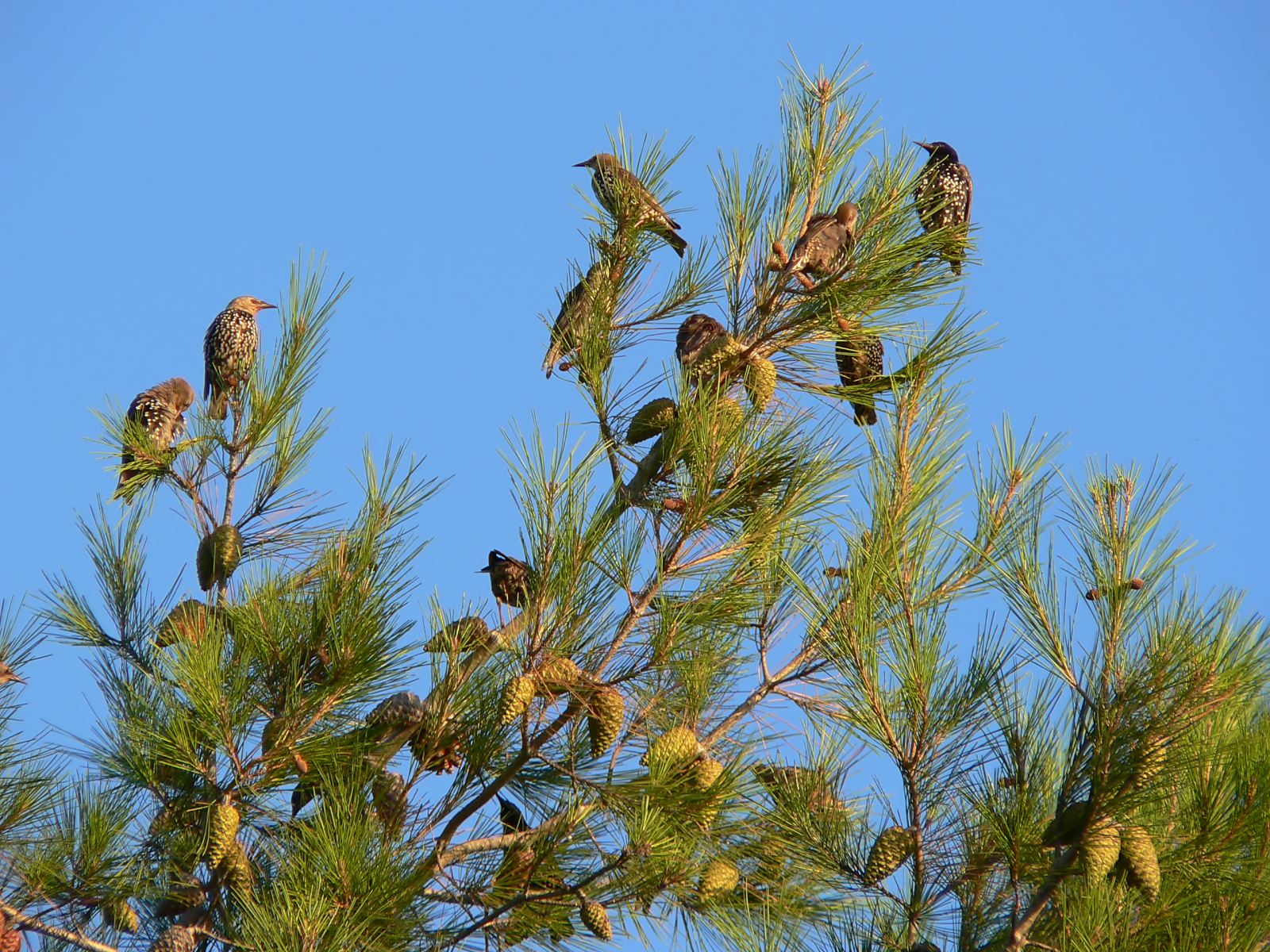
Скворцы во время миграции

Степень миграции варьирует в зависимости от климатических условий и доступности корма, подвержена ежегодным колебаниям. В Западной и Южной Европе, Предкавказье, Северной Америке, а также к югу от названых регионов, большая часть птиц ведёт оседлый образ жизни. В Крыму вне сезона размножения концентрируется в районе Феодосии, на южном берегу встречается лишь единичными экземплярами. Преимущественно перелётными считаются популяции Центральной, Северной и Восточной Европы, а также Сибири (при этом в населённых пунктах, где скворцы способны добыть пропитание среди пищевых отбросов, процент улетающих птиц резко уменьшается).
Зимует в Западной и Южной Европе, Северной Африке, Египте, северной части Аравийского полуострова, Израиле, Ливане, северном Иране, равнинной части северной Индии. В отдельные годы останавливается на Канарах. Небольшая часть новообразованной американской популяции в холодное время года перемещается в Мексику. На части ареала оседлые и перелётные популяции объединяются, что может привести к созданию огромных скоплений, доставляющих неудобства местным жителям. Наиболее дальние мигранты способны преодолеть до 1500 км за один перелёт (с остановками на отдых), двигаясь со скоростью 60—80 км/час.
Скворец считается одной из наиболее ранних перелётных птиц: весеннее пение самца можно услышать, когда на полях ещё только проявляются первые проталины. В Бельгии первые птицы появляются в феврале, в Польше и Швеции во второй половине февраля — марте. В средней полосе России массовое прибытие скворцов отмечается в марте — первой половине апреля, в наиболее отдалённых северных и восточных уголках ареала — в начале мая. По наблюдению Мальчевского и Пукинского, в Ленинградской области скворцы ориентируются по толщине снежного покрова и первыми осваивают открытые ландшафты, где снег тает быстрее. Осенняя миграция продолжительная. В северной Европе одни птицы откочёвывают к местам зимовок в конце июня — первой половине июля сразу после вылета птенцов, ещё до начала сезонной линьки. Другие пережидают линьку в окрестностях гнездовий и отлетают осенью, большей частью в октябре.

### Социальное поведение

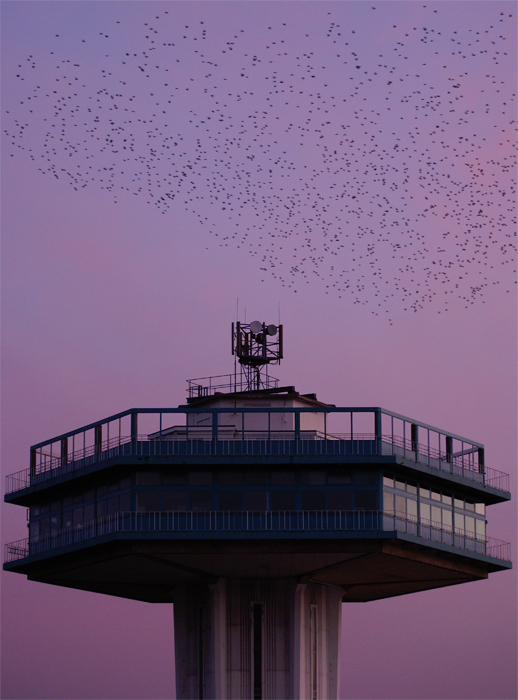
Иногда в небе можно наблюдать большую стаю искусно маневрирующих обыкновенных скворцов

Скворцы, как правило, ведут стайный образ жизни и нередко селятся колониями, обычно по несколько пар недалеко друг от друга (на Пиренейском полуострове вид образует смешанные колонии с чёрным скворцом, а на новых поселениях в Австралии, Новой Зеландии и Южной Африки гнездится, как правило, обособленными парами). Если подходящих для обустройства гнезда мест немного, птицы разбиваются на более мелкие группы или вовсе гнездятся обособленно, однако на кормёжке или после распада выводков снова сбиваются в стаи. Осенью и зимой скворцов можно увидеть летящими огромной группой в несколько тысяч особей, при этом они синхронно повторяют повороты, парят и приземляются на землю, рассыпаясь на значительной площади. Специалисты пришли к выводу, что практически одновременное изменение направления движения связано с реакцией на вероятное приближение сапсана, перепелятника и других пернатых хищников, когда ближайшие к потенциальному агрессору особи задают траекторию полёта всей стае.
Во время насиживания и выводка птенцов самцы территориальны, охраняют вход в гнездо. В оседлых популяциях скворцы держатся поблизости от гнездовых колоний даже по окончании размножения: в одном исследовании, проведённом во Франции, скворцы около 38 % своего зимнего времени проводили на расстоянии не далее 150 м и 58 % времени на расстоянии от 150 до 2000 м от гнезда. Кормовые территории птицы не охраняют. Кормятся большими и малыми группами на открытых ландшафтах: выпасах, огородах, посевах, по берегам водоёмов, на городских газонах — всегда там, где нет высокой травы. Подросшие птенцы уже в середине июня ведут себя независимо от родителей, сбиваясь в совместные стайки.
На ночёвку скворцы также собираются группами — обычно на заболоченных, труднодоступных берегах водоёмов с зарослями тростника или ивняка. Кроме того ночью их можно встретить в городских садах и парках, сидящих на ветках деревьев и кустов. В местах зимовок количество вместе ночующих птиц может достигать более миллиона особей.
Обыкновенные скворцы — довольно агрессивные по отношению к другим видам птицы и в состоянии конкурировать с ними за место, пригодное для устройства гнезда. В частности, в Северной Америке жертвой такого поведения скворцов оказались несколько видов местных дуплогнездников — в частности, красноголовый дятел, который частично был вытеснен с мест своего традиционного гнездования. В Европе скворцы успешно конкурируют за право занять подходящее для гнезда место с воробьями, дятлами, сизоворонками и некоторыми другими птицами.

### Продолжительность жизни
По данным Владимира Паевского и Анатолия Шаповала (исследования проводились на биостанции в Калининградской области России), продолжительность жизни обыкновенных скворцов в дикой природе составляет до 12 лет.

## Размножение
К размножению особи двух полов приступают в конце второго года жизни. В северном полушарии соответствующий сезон приходится на конец марта — начало июля, в южном на сентябрь—декабрь. В случае миграции первыми к местам гнездовий прибывают самцы, самостоятельно выбирают подходящий гнездовой участок и тут же начинают его рекламировать с помощью разнообразных свистов и трелей. Иногда потенциальное место для будущего гнезда дополнительно украшается цветком или пучком травы, которые затем удаляются принявшей приглашение самкой. При выборе подходящей ниши скворцы демонстрируют чрезвычайную пластичность: гнездо может быть устроено в дупле (в том числе выдолбленном дятлом), скалистой расщелине, земляной норе береговушек и золотистых щурок, в основании гнёзд хищных и врановых птиц, а также в разнообразных пустотах природного и искусственного происхождения. Последнее обстоятельство широко используется человеком, желающим привлечь скворцов на свой участок: при наличии кормовой базы птицы охотно занимают так называемые скворечники, представляющие собой сколоченные из досок дуплянки с узким отверстием для входа. Самостоятельно выдолбить дупло скворец не может, однако в случае необходимости в состоянии расширить уже существующее отверстие в мягком грунте. При наличии нескольких свободных ниш птица предпочитает место повыше, на высоте от 7 до 15 м над землёй.
Самки прибывают спустя несколько дней после самцов, и через непродолжительное время сформировавшиеся пары приступают к обустройству гнезда. Строительством гнезда занимаются оба будущих родителя. В качестве строительного материала используются сухие веточки, корешки, стебли, листья, солома, шерсть, кусочки мха, перья других птиц и т. п. Размер рыхлой постройки обычно ограничен величиной камеры, но при обилии места может достигать одного метра в диаметре и 25 см глубиной. Самец может ухаживать как за одной самкой, так в пределах одной колонии и за несколькими одновременно (то, что в науке называется одновременной полигинией). Кроме того, они способны оплодотворить сначала одну самку, а спустя некоторое время и вторую (этот тип полигинии называется последовательной). По данным исследований, проводившихся в Бельгии, от 20 до 60 % самцов оказались полигиничными, а аналогичные тесты во Франкфурте-на-Майне в Германии показали как минимум 50 % полигиничных самцов в зрелом возрасте от 3 до 5 лет.

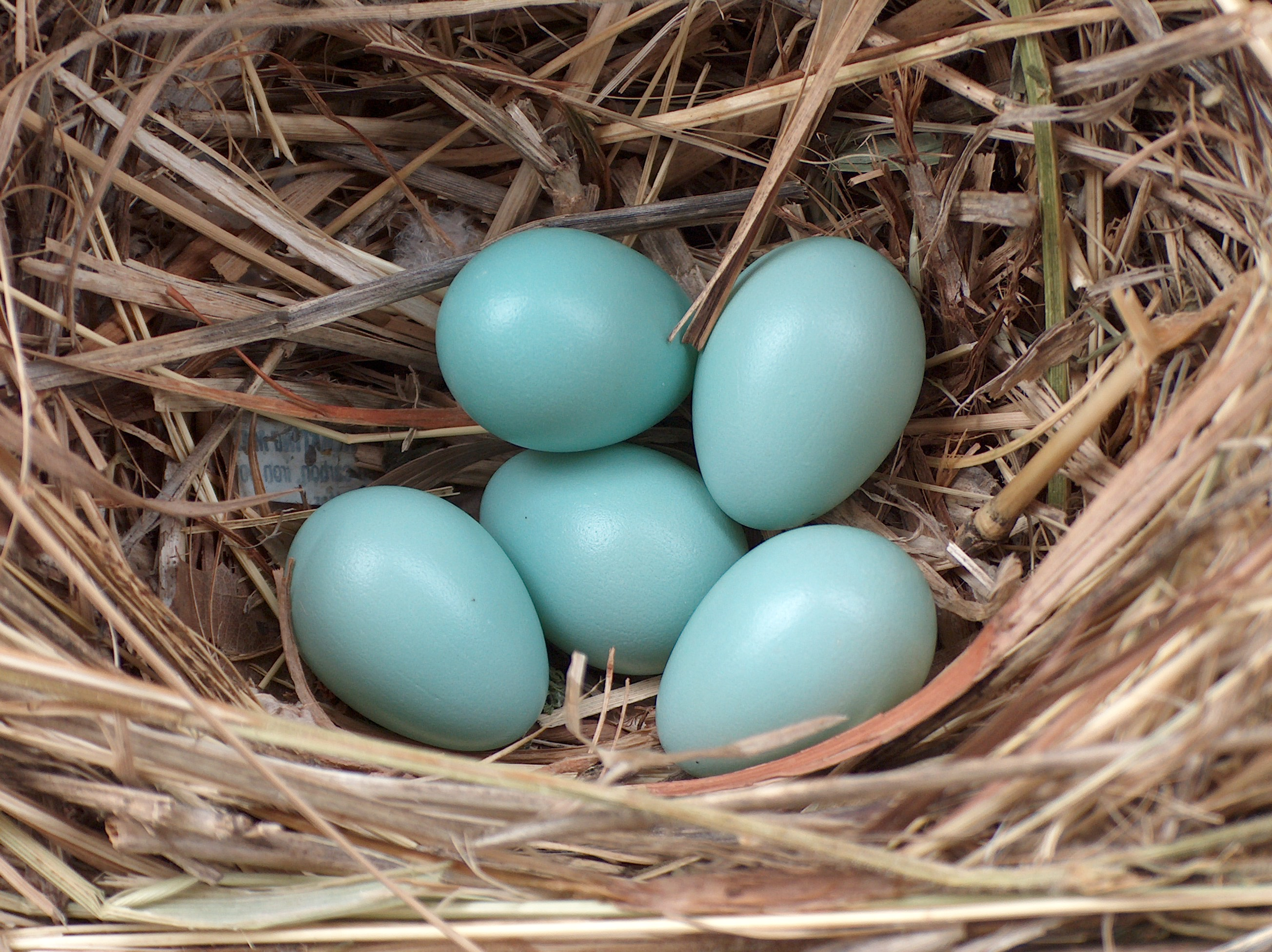
Кладка яиц обыкновенного скворца

Продолжительность сезона может варьировать и зависит от погодных условий и наличия кормовой базы. Как правило, в западной и южной части первичного ареала две кладки яиц в году. Между ними возможна ещё одна промежуточная в случае, если первоначальная по какой-либо причине не состоялась (например, в случае гибели яиц или недостатке гнездовий). На более прохладном северо-западе России, Финляндии и Сибири типичным считается один выводок за лето, а иногда встречающиеся поздние слётки свидетельствуют о повторной попытке гнездования. Несмотря на растянутый брачный период, первая кладка начинается у всех птиц колонии одновременно: в средней Европе в середине апреля, в Финляндии и Ленинградской области в конце апреля-начале мая, в районе Архангельска во второй половине мая. Вторая кладка, если случается, менее синхронизирована и проходит через 40—50 дней после начала первой.
Кладка состоит из 5—6 (реже 7 или 8) светло-голубых яиц без рисунка. Размеры яиц (27—35)х(19—23) мм; яйца повторных кладок, как правило, отличаются меньшими размерами. Насиживание с последнего яйца, сидит в основном самка, в то время как самец заменяет её лишь в светлое время суток и на небольшой промежуток времени. Спарившийся с несколькими самками самец всегда остаётся с первой из них. Продолжительность насиживания 11—15 дней (среднее значение — 12,2 дня).

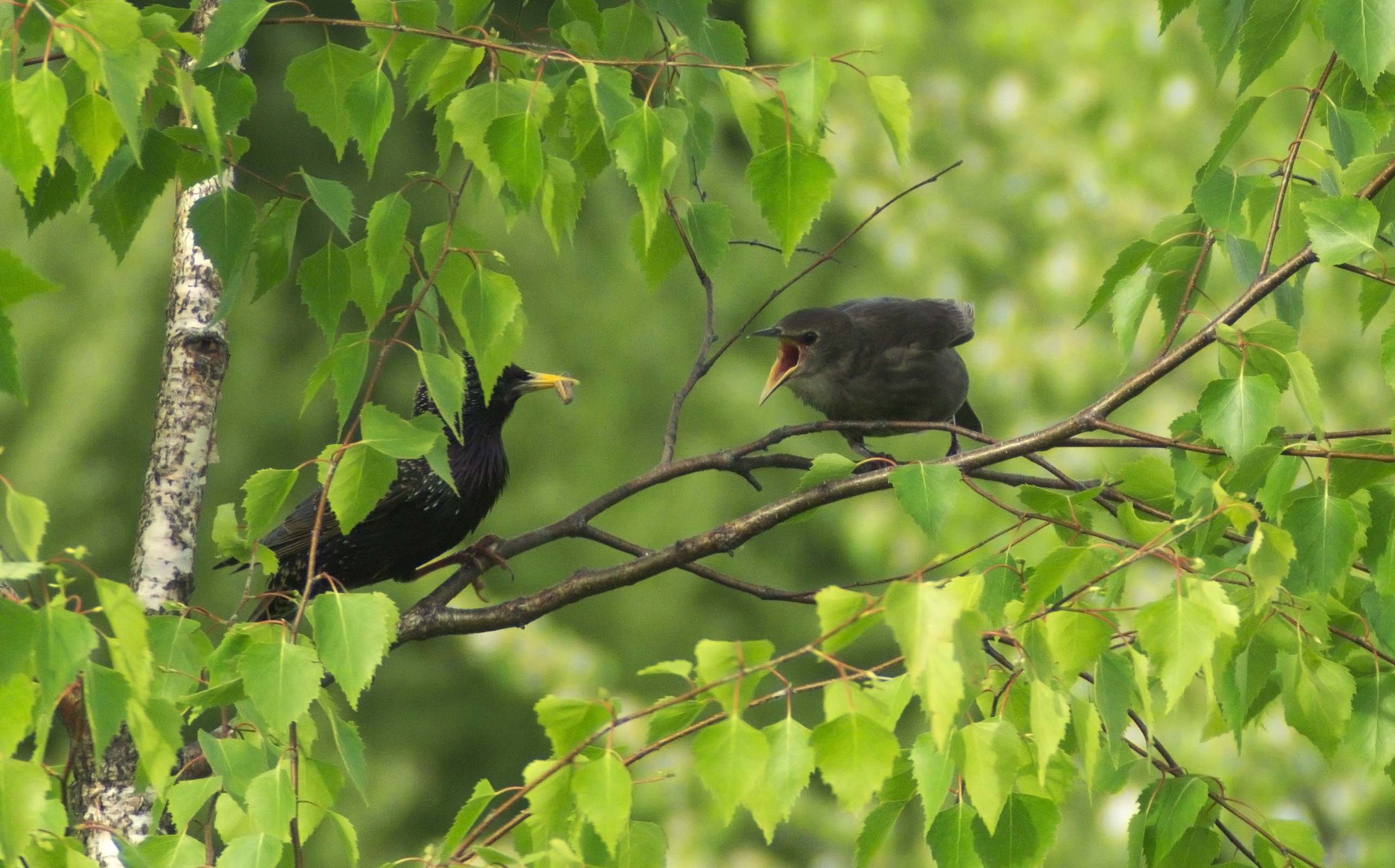
Скворец кормит птенца слётка. Битцевский скворчонок

Птенцы появляются на свет покрытыми серовато-белым пухом и в первые дни ведут себя бесшумно так, что об их существовании можно узнать лишь по выброшенной из гнезда скорлупе. Добычей корма для птенцов занимаются как самец, так и самка, причём на его поиски они улетают одновременно, оставляя птенцов в гнезде одних. Отлучки за кормом главным образом происходят в утренние и вечерние часы, а в течение дня их количество может достигать нескольких десятков. В первое время родители кормят птенцов мягкой пищей, но по мере роста приносят им и более жёстких насекомых: кузнечиков, жуков, крупных гусениц и улиток. Подросшие и оперившиеся птенцы покидают гнездо через 20—22 дня после вылупления, но ещё по меньшей мере пять дней подкармливаются родителями. Чтобы выманить испуганных птенцов из гнезда, родители пускаются на всяческие ухищрения: например, вертятся с кормом в клюве возле гнезда, выманивая их наружу.

## Питание
Скворцы всеядны — питаются как растительной, так и животной пищей. Ранней весной охотятся за дождевыми червями, выбирающимися к поверхности земли на проталинах, либо собирают личинок насекомых, зимовавших в укромных местах. Когда тёплая погода будит природу, ловят разнообразных членистоногих — кузнечиков, хрущей, жужелиц, чернотелок, долгоносиков, пауков, бабочек, симфил, которыми не только питаются сами, но и выкармливают потомство. В некоторых местах до половины рациона скворца составляют кивсяки. Необычный рацион замечен у изолированной популяции Азорских островов: местные орнитологи обратили внимание, что скворцы разоряют гнёзда местной розовой крачки, употребляя в пищу содержимое их яиц. В середине лета возрастает доля растительных кормов, в том числе разнообразных ягод и сочных плодов культурных растений: яблок, груш, сливы, вишни, оливы. Птицы способны принести существенный вред виноградникам и другим ягодным культурам. Также кормятся семенами и плодами тиса ягодного, дуба, рябины, бузины, паслёна, переступня и других дикорастущих растений.
Большей частью добывает корм на открытых и влажных грунтах с невысокой травой: лугах, пастбищах, свежих всходах зерновых культур, городских газонах. Часто крутится возле пасущихся животных, собирая вспугнутых ими насекомых (кроме того, взбирается на их спину, где среди шерсти выискивает паразитов); следует за плугом во время пахотных работ. Ловит беспозвоночных на обнажённых в результате отлива участках морского побережья. Время от времени добывает корм в отвалах очистных сооружений, на мусорных свалках, скотных дворах. Ищущий на земле корм скворец перебегает с места на место и погружает свой клюв в верхний слой грунта либо растительный мусор, раскрывает его, расширяя отверстие и пытаясь нащупать пищу. В городах скворцы могут питаться остатками хлеба и злаков, наряду с голубями. В пост-гнездовой период ищет пищу в кроне деревьев и кустарников, ловит насекомых на лету. Последний способ добывания корма характерен для многих скворцовых, хотя у обыкновенного он развит не столь ярко, как у некоторых азиатских видов.
На затруднения с добычей корма, в том числе вследствие сокращения светлого времени суток, скворец реагирует наращиванием массы тела благодаря дополнительному отложению жиров.

## Экология и взаимодействие с человеком
Человек имеет давнюю историю взаимоотношений с этими птицами. В средневековой Европе их широко употребляли в пищу, и с этой целью до сих пор ловят сетями в некоторых районах Испании. В 1980-х годах в магазинах южной Франции можно было приобрести так называемый «скворцовый паштет» (фр. pâté de sansonnet). Чтобы привлечь птиц на свой участок, люди издавна создавали для них искусственные гнездовья: например, в Нидерландах в XIV—XIX веках существовала традиция вывешивания на приусадебных участках глиняных горшков, которые охотно занимали пернатые. Позднее горшки сменили сколоченные деревянные домики, названные скворечниками.
Переезжая на новое место жительства на другой континент, люди пытались перевезти с собой и птиц. Однако способность к быстрому размножению вкупе с довольно агрессивным характером сделали обыкновенных скворцов нежелательными гостями в регионах, где их раньше не было. Наибольший вред скворцы могут принести зерновым посевам и ягодникам, причиняя серьёзный экономический ущерб.
На западе Австралии, где скворцы ещё до конца не обосновались, власти на постоянной основе содержат штат охотников, отстреливающих этих птиц. В Северной Америке, где в XIX веке член Нью-Йоркского генеалогического и биографического общества (англ. The New York Genealogical & Biographical Society) Юджин Шиффелин (англ. Eugene Schieffelin) мечтал поселить всех птиц, воспетых Шекспиром, скворцы стали угрожать существованию коренных видов, вытесняя их из традиционных мест обитания. Чрезмерная популяция быстро размножающихся птиц заметно влияет на биоразнообразие пернатых. Ещё одним негативным фактором является то, что скворцы легко переносят некоторые болезни человека, такие как бластомикоз, цистицеркоз и гистоплазмоз. Наконец, крупные стаи скворцов в районе аэропортов могут угрожать безопасности воздушных перевозок.

## Классификация

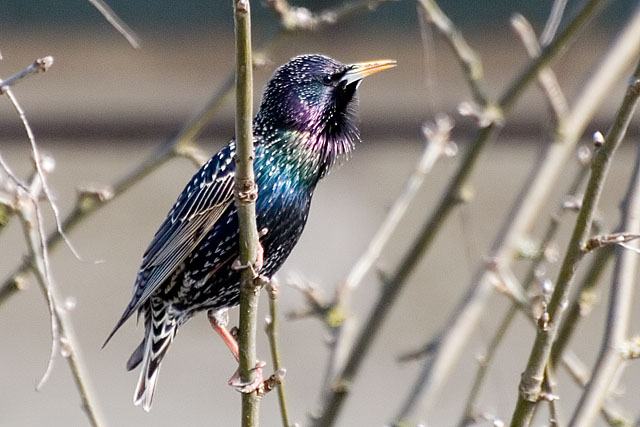
Переливающийся цветами радуги скворец

Систематика подвидов обыкновенного скворца в настоящее время является предметом научных споров. Подвиды разделяют главным образом на основании различных оттенков блестящих частей оперения и небольшой разницы в размерах. Часто по внешнему виду бывает довольно трудно определить, к какому подвиду принадлежит конкретная птица. Следующий список подвидов представлен по книге о скворцах и майнах орнитологов Криса Фира (Chris Feare) и Адриана Крейга (Adrian Craig) (1999), он может отличаться в той или иной классификации. При описании отдельных подвидов также использовался «Конспект орнитологической фауны России и сопредельных территорий» Лео Степаняна. Международный союз орнитологов выделяет 13 подвидов.
| Подвид              | Автор          | Распространение | Описание |
| ------------------- | -------------- | --- | --- |
| S. v. vulgaris      | Linnaeus, 1758 | Распространён почти повсеместно в Европе к востоку до Уральского хребта, восточного Башкортостана, среднего и нижнего течения Урала. Отсутствует в северном Причерноморье, Крыму, а также на Фарерских и Шетландских островах. За пределами Европы обитает в Исландии и на Канарских островах.                                                                                                | Номинативный подвид. Верх, горло и грудь чёрная с ярко выраженным фиолетовым либо зеленоватым блеском, частыми беловатыми и охристыми крапинами в свежем пере. |
| S. v. caucasicus    | Lorenz, 1887   | Дельта Волги, западное побережье Каспийского моря к югу до южной оконечности Ленкоранской низменности и Талышских гор, к востоку до западной части Ставропольской возвышенности, Ширванской и Муганской равнин. | Зелёный блеск на голове и спине, в последнем случае иногда с бронзовым оттенком. Пурпурный блеск на шее и брюхе. Синий оттенок на верхних кроющих крыла. Испод крыла как у purpurascens. |
| S. v. faroensis     | Feilden, 1872  | Фарерские острова. | В целом крупнее номинативного подвида, обладает более крепким клювом и длинными ногами. Окраска взрослых тёмная, с более тусклым, чем у номинативной расы, зеленоватым отливом и меньшим развитием светлых крапин. Молодые особи буровато-чёрные, более светлые в области подбородка и на брюхе, с тёмными крапинами на горле. |
| S. v. zetlandicus   | Hartert, 1918. | Шетландские острова. | Окраска, как у faroensis. Размеры промежуточные между vulgaris и faroensis. |
| S. v. granti        | Hartert, 1903  | Азорские острова. | Окраска, как у номинативного подвида. Мельче это формы, имеет более короткие ноги. Часто обладает ярко выраженным фиолетовым отливом на спине и боках. |
| S. v. poltaratskyi  | Finsch, 1878   | Восточный Башкортостан, Сибирь к востоку до долины Лены, озера Байкал, западной Монголии. | Близок к номинативной расе. Отличительные особенности: на большей части оперения металлический блеск более однотонный: либо фиолетовый при слабом развитии зелёного на голове и верхней части груди, либо зелёный при слабом развитии фиолетового на спине и нижней части груди. Напротив, металлический блеск на брюхе зелёный с хорошо заметным фиолетовым оттенком, в то время как у номинативного скорее просто зелёный. У летящей птицы хорошо заметны широкие светлые каёмки нижних кроющих перьев крыла. |
| S. v. tauricus      | Buturlin, 1904 | Украина к северу до среднего течения Днепра. Крым и материковая часть России к северу до северного побережья Азовского моря и долины Дона, востоку до Ставропольской возвышенности к югу до района Новороссийска. В равнинной части побережья Чёрного моря встречается ещё южнее вплоть до западной части Малой Азии, но в горах и на возвышенностях сменяться другим подвидом, purpurascens. | Крылья заметно длиннее, чем у номинативной расы. Металлический блеск головы, горла и верхней части груди зелёный, спины фиолетовый с синим оттенком, брюха фиолетовый, иногда с бронзовым оттенком. Развитие светлых пестрин слабое. |
| S. v. purpurascens  | Gould, 1868    | Восточная Турция, Закавказье к востоку до района Тбилиси и озера Севан. В равнинных районах замещается подвидом tauricus. | Крылья длиннее, чем у номинативной расы. Зелёный блеск хорошо развит на спине, верхних кроющих крыла и нижней части груди. Голова, горло и верхняя часть груди, как правило, чисто фиолетовые, брюхо фиолетовое либо зеленовато-фиолетовое. |
| S. v. oppenheimi    | Neumann, 1915  | Юго-восточная Турция и северный Ирак. | |
| S. v. nobilior      | Hume, 1879     | Афганистан, юго-восточный Туркменистан и прилегающие к нему территории Узбекистана и восточного Ирана. | Имеет близкое сходство с purpurascens, но мельче её и имеет более короткое крыло. Ушные перья фиолетовые, брюхо и верхние кроющие крыла с бронзовым оттенком. |
| S. v. porphyronotus | Sharpe, 1888   | Средняя Азия к востоку до Джунгарского Алатау и Алтайских гор, где плавно переходит в форму poltaratskyi. | Имеет близкое сходство с tauricus, но мельче её. Ареал изолирован от подвидов purpurascens, caucasicus и nobilior. |
| S. v. humii         | Brooks, 1876   | Кашмир, Непал. | Мелкая форма. Область развития фиолетового ограничена шеей, иногда боковыми перьями и перьями хвоста; в остальных случаях преобладает зелёный цвет. Синоним подвида S. v. indicus Hodgson 1831. |
| S. v. minor         | Hume, 1873     | Пакистан. | Мелкая форма. Голова, спина и задняя часть брюха зелёные, в остальных местах преобладает фиолетовый блеск. |

## Галерея

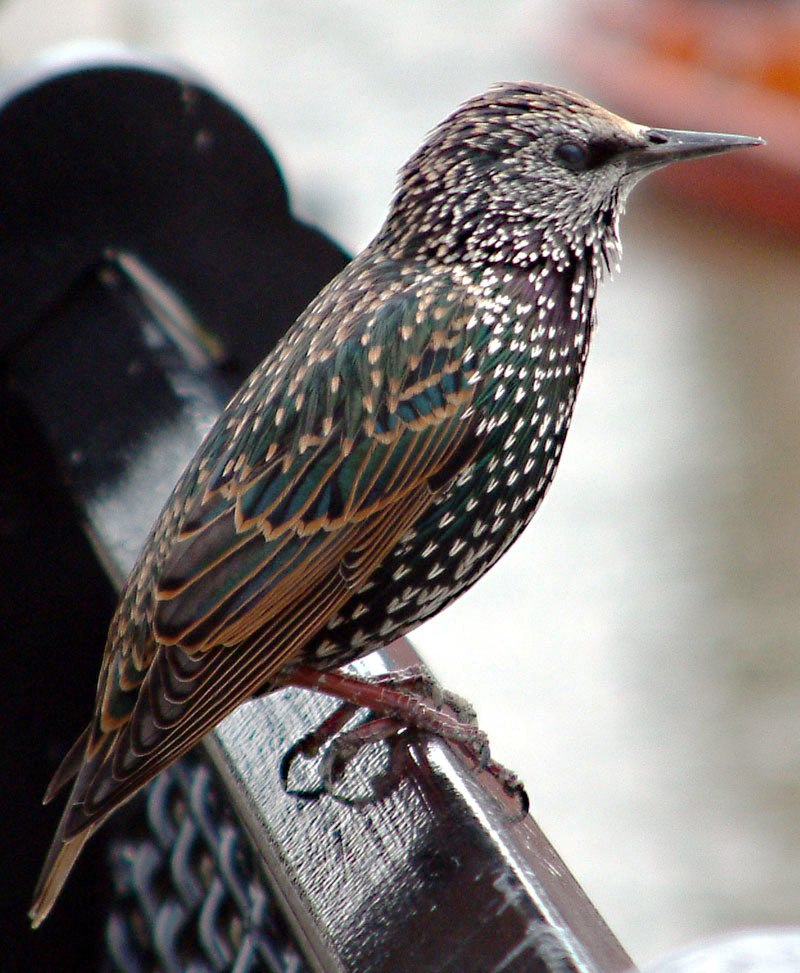
Зимний наряд
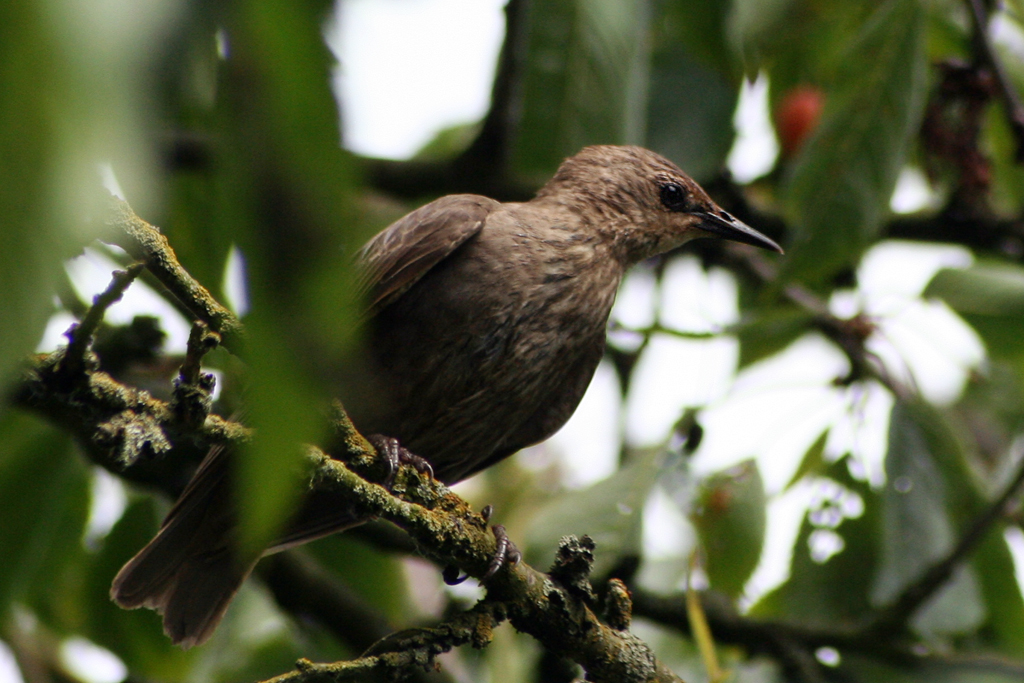
Молодой скворец
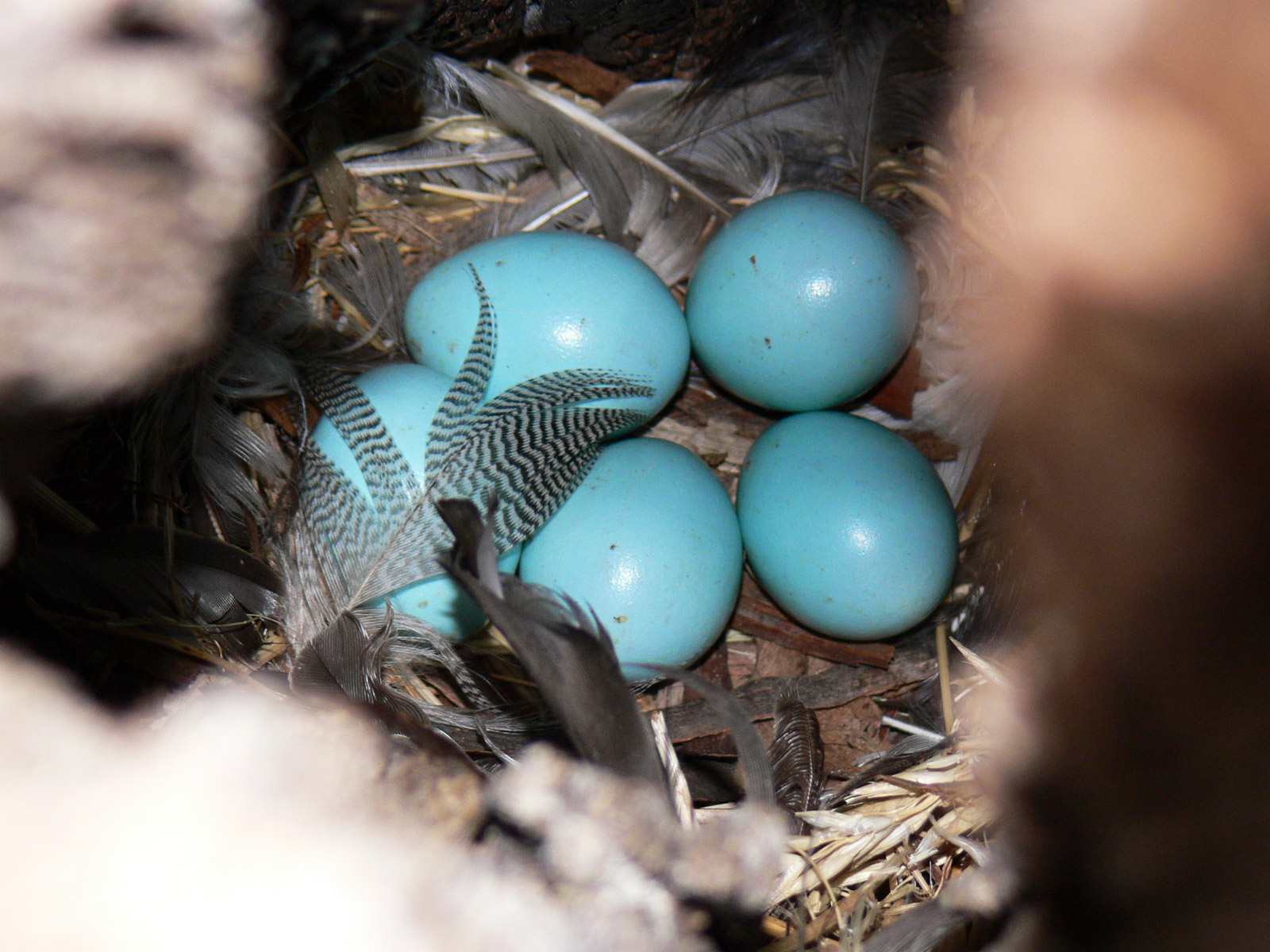
Кладка яиц
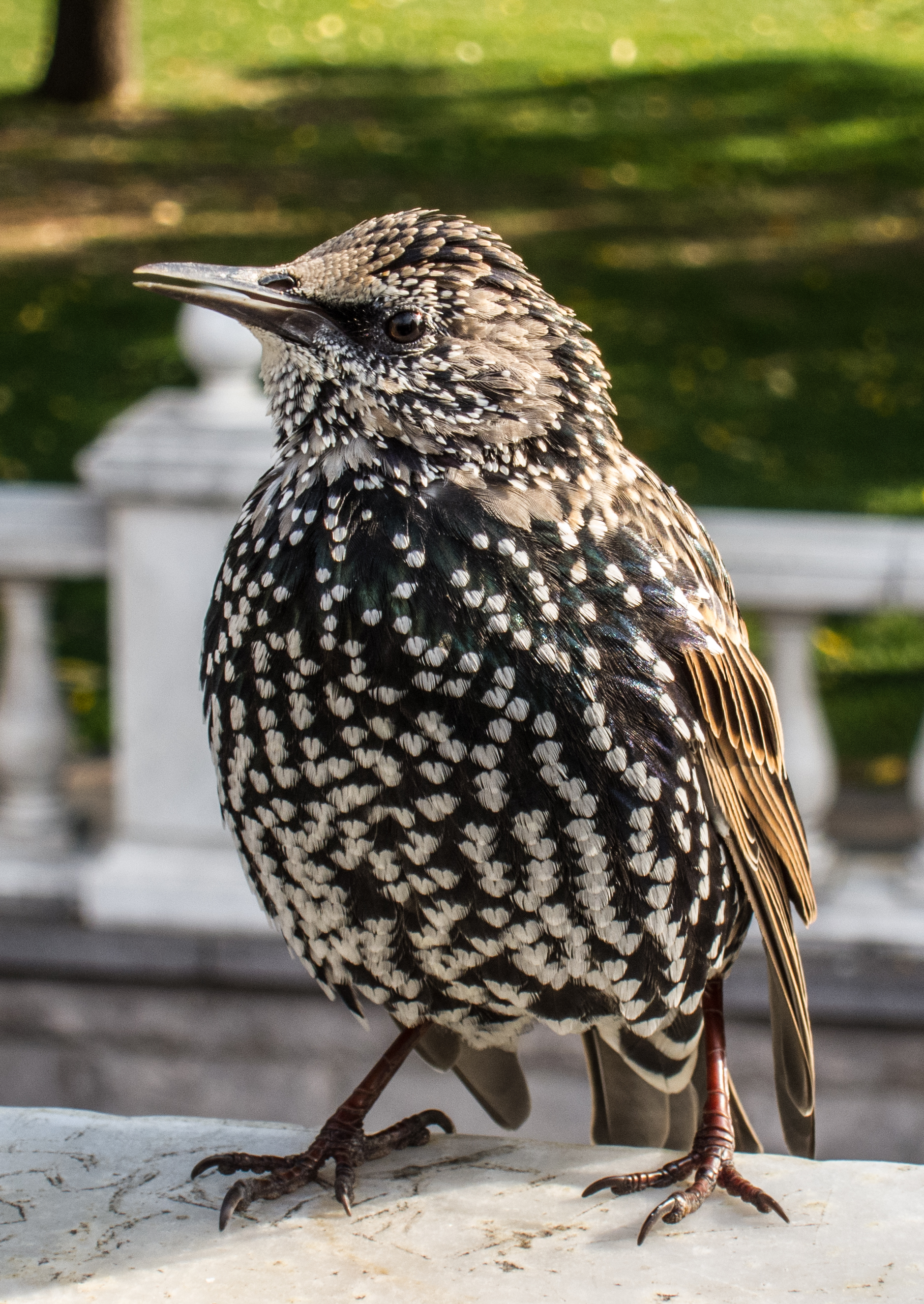
Скворец

## Комментарии
1. ↑  Скворец упомянут в первой части шекспировской пьесы «Генрих IV».
2. ↑  Авторы ссылаются на статью зоолога В. А. Филатова «Птицы Калужской губернии», напечатанную в 1915 году в периодическом издании «Материалы к познанию фауны и флоры Российской империи»